# Seda Röder
Seda Röder, nascuda Seda Sesigüzel, (Istanbul, 24 de novembre de 1980) és una pianista i compositora turca especialitzada en concerts de conferències i música contemporània.

## Discografia

### Mozart, Brahms, Berg (2008)
L'àlbum de debut de l'artista es va publicar al desembre de 2008 i inclou música de compositors que van estar actius a Viena.
1. Wolfgang Amadeus Mozart: Sonata per a piano núm. 2 en fa major KV 280 - Allegro assai
2. Wolfgang Amadeus Mozart: Sonata per a piano núm. 2 en fa major KV 280 - Adagio.
3. Wolfgang Amadeus Mozart: Sonata per a piano núm. 2 en fa major, K. 280 - Prest.
4. Johannes Brahms: Sis Peces per a piano op 118 - Intermezzo en La menor.
5. Johannes Brahms: Sis Peces per a piano op 118 - Intermezzo en La major.
6. Johannes Brahms: Sis Peces per a piano op 118 - Balada en sol menor.
7. Johannes Brahms: Sis Peces per a piano op 118 - Intermezzo en Fa Menor.
8. Johannes Brahms: Sis Peces per a piano op 118 - Romanç a fa major.
9. Johannes Brahms: Sis Peces per a piano op 118 - Intermezzo en Mi bemoll menor.
10. Alban Berg: Sonata per a piano, Op 1

## Reconeixement i premis
L'any 2007 es va involucrar amb la «Fundació per a la Promoció de la Cultura i Civilització» de Múnic. L'octubre de 2007, la van convidar com a becària a la Universitat Harvard, on també va ensenyar el gener de 2008.